# Территория (фильм, 2014)
«Территория» — российский художественный фильм режиссёра Александра Мельника, экранизация одноимённого романа Олега Куваева и ремейк фильма 1978 года.
Художественный фильм «Территория», как и книга, основан на реальных событиях и повествует об открытии грандиозного месторождения золота на Крайнем Северо-Востоке СССР.

«Куваев написал книгу о страсти человека к своему делу, одержимости, связанной с трудом, долгом, честью, достоинством. И о людях, которые ставят работу превыше всего. В хорошем смысле слова — настоящую, большую работу.»— режиссёр Александр Мельник

## Сюжет
1960 год. Крайний Северо-Восток Советского Союза. Географическая привязка: Город — Магадан, Посёлок — Певек. После Великой Отечественной войны советскому государству необходимо золото, но Территория продолжает давать только олово. Управление Территории закрывают. Главный инженер, легендарный Илья Чинков (по прозвищу Будда) убеждён, что золото на Территории есть. Он бросает вызов судьбе и за один полевой сезон берётся его найти. Пользуясь абсолютным авторитетом, Чинков организует поиски золота на Территории, несмотря на отсутствие на это прямых указаний руководства и печальную судьбу своего предшественника, карьеру которого уничтожили из-за того, что золота на Территории найдено не было.
Летом Чинков прибывает на один из участков, где разговаривает с Монголовым о перспективах золотоносности его участка и знакомится с молодым геологом Баклаковым, который с энтузиазмом соглашается отправиться в одиночный трёхсоткилометровый маршрут для обследования долины реки Эльгай. Отправившись с минимальным снаряжением, Баклаков после переправы вброд через реку по грудь в воде, заболевает и несколько дней лежит в палатке. Его находит и лечит чукча пастух Кьяе с внучкой Тамарой.
На другую реку Чинков ставит своего лучшего промывальщика Куценко, который в одиночку собирает необходимые пробы.
Третья группа, в составе которой Жора Апрятин — потомственный геолог с неподходяще интеллигентной для этой местности внешностью и Гурин — высоко ценящий себя «единичный философ и предпоследний авантюрист», презирающий общество потребления, но не отказывающий себе в изысканных удовольствиях, — участвуют в выяснении обстоятельств гибели на реке Лосиной одной из прошлых разведгрупп и заодно собирают остатки результатов их изысканий.
Монголов, первоначально не веривший в золотоносность Территории, смущённый находками своих рабочих, самостоятельно отправляется в маршрут и открывает крупное месторождение киновари.
Осенью Чинков отправляется в Москву, чтобы предъявить в министерстве добытые образцы. Партия Апрятина едва не гибнет во время сплава к бухте Китобоев по заледенелой реке. Баклаков получает телеграмму о предсмертном состоянии отца и летит домой, а вернувшись после похорон, пишет отчёт, среди прочего, пытаясь предсказать выходы золотоносных жил на поверхность. Зиму геологи живут в посёлке, проводят время за написанием отчётов, где с ними, не без желания закрутить роман, общается журналистка из Ленинграда Сергушова.
Ближе к весне геологи отправляются в очередные изыскания. Череда происшествий демонстрирует суровость жизни и опасность работы. Единственный исправный самолёт, на котором Баклаков разбрасывал припасы для своей партии, в условиях недостаточной видимости совершает аварийную посадку и не успевает доставить припасы старателям Салахову и Богу Огня, которых Апрятин отправил на поиски, пообещав доставить провизию следующим рейсом. Но самолёт сломался, потом испортилась погода, и они больше недели просидели, голодая, спрятавшись под палаткой на морозе и ветру. Апрятину пришлось просить помощи у Чинкова, и неизбежно получить выговор за нарушение правил заброски старателей. Сыгравший свадьбу Монголов привёз жену познакомиться с товарищами, назад она поехала на тракторе с трактористом дядей Костей. В пути трактор сломался, а у дяди Кости вследствие давнего фронтового ранения в сердце случился сердечный приступ, и он умер. Женщина осталась одна в ледяной пустыне. Её нашли живой, но это было большим ударом для всего управления, после чего была переписана инструкция для вездеходчиков. На одной из гор Гурин решает опробовать свои горные лыжи и ломает обе ноги. Баклакову приходится прервать работу и организовать эвакуацию, а для этого нужно преодолеть около 200 километров пешком по снегу, чтобы вызвать вертолёт. С большой удачей уже отчаявшиеся товарищи встречают Кьяе, который помогает доставить Гурина до населённого места, откуда его мог бы забрать вертолёт, правда при этом он насмерть загоняет оленей. Баклаков вместе с рабочим Седым следуют к месту предполагаемого выхода золота на поверхность. Оставив Седого в палатке, Баклаков идёт к горе один, это занимает у него два дня. Найдя искомую гору, собрав образцы золота из золотоносной жилы и станцевав от радости на льду бухты, он возвращается назад, но Седой крадёт образцы, ранит его из пистолета и убегает в снега. Баклакова находит шедший ему навстречу Апрятин. Где на руках, а где и волоком, Апрятин дотаскивает раненого Баклакова до места, откуда свои могут их заметить и выпускает сигнальную ракету. Завершается история 12 апреля 1961 года — герои узнаю́т о первом полёте человека в космос.

## В ролях
| Актёры                | Роли                                |
| --------------------- | ----------------------------------- |
| Константин Лавроненко | Илья Николаевич Чинков              |
| Григорий Добрыгин     | Сергей Баклаков                     |
| Егор Бероев           | Владимир Монголов                   |
| Евгений Цыганов       | Андрей Гурин                        |
| Владислав Абашин      | Жора Апрятин                        |
| Ксения Кутепова       | Сергушова                           |
| Ольга Красько         | «Люда Голливуд»                     |
| Пётр Фёдоров          | Константин Васильчиков (дядя Костя) |
| Константин Шелестун   | Куценко («Скарабей»)                |
| Андрей Назимов        | «Малыш»                             |
| Рамис Ибрагимов       | «Борода»                            |
| Герасим Васильев      | старик Кьяе                         |

| Актёры               | Роли              |
| -------------------- | ----------------- |
| Олег Шапков          | Кадорин («Седой») |
| Константин Балакирев | Гиголов («Кефир») |
| Тамара Обутова       | Тамара            |
| Олег Соколов         | «Бог Огня»        |
| Виктор Жалсанов      | Салахов           |
| Дмитрий Шаракоис     | «Васька Феникс»   |
| Александр Коршунов   | Сидорчук          |
| Дмитрий Муляр        | Фурдецкий         |
| Наталья Данилова     | Лидия Макаровна   |
| Владимир Качан       | Робыкин           |
| Евгений Титов        | Боря Бардыкин     |
| Александр Кащеев     | радист Гаврюков   |

## Съёмочная группа
- Авторы сценария: Олег Куваев, Александр Мельник, Михаил Александров
- Режиссёр-постановщик: Александр Мельник
- Оператор-постановщик: Игорь Гринякин
- Художник-постановщик: Эдуард Гизатуллин
- Художник по костюмам: Гуля Бейшенова
- Художник-гримёр: Элизабэт Лоусон
- Композитор: Туомас Кантелинен, также в фильме использована песня композитора Станислава Пожлакова «Баллада о детях Большой Медведицы» из кинофильма 1972 года «Идущие за горизонт»

на совместное стихотворение Владилена Кожемякина и Олега Куваева.
- Звукорежиссёр: Макар Ахпашев
- Продюсер: Антон Мельник

## Производство
Кинокомпания «Андреевский флаг» при поддержке:
- Федеральное агентство по недропользованию (Роснедра)
- Русское географическое общество
- Министерство природных ресурсов и экологии Российской Федерации
- Правительство Чукотского автономного округа
- Министерства по чрезвычайным ситуациям

Подготовительный период работы над фильмом проходил с июня 2010 по май 2011 года.

### Съёмки
Съёмочный период картины состоял из 5 блоков и проходил с 15 мая 2011 по 27 декабря 2012 года:
1. Плато Путорана, 15 мая — 31 июля 2011.
2. Москва (съёмки в павильонах), август 2011.
3. Плато Путорана, 30 марта — 20 апреля 2012.
4. Москва (съёмки в павильонах), июнь—июль 2012.
5. Бухта Провидения (Чукотка), 28 ноября — 20 декабря 2012.

- Во время зимней и летней экспедиций на плато Путорана вся съёмочная группа не имела возможности пользоваться сотовой связью и Интернетом. В наличии было всего 3 спутниковых телефона[7].
- Условия проживания во время экспедиций были на высоком уровне: тёплые палатки, кухня, бани, стиральные машины и современный туалет[8].
- Во время летней экспедиции на плато Путорана в июне—июле 2011, где группа больше месяца провела в палаточном лагере на 150 человек, она налетала 220 часов вертолётного времени[8].
- В бухту Провидения контейнеровозом из Владивостока было доставлено 115 тонн дерева для строительства декорации «Посёлок геологов»[9].
- На плато Путорана находится Путоранский государственный природный заповедник. Территория лагеря патрулировалась вооружённой охраной.[источник не указан 3584 дня]
- Во время зимней экспедиции (апрель 2012) на плато Путорана группа размещалась по 12 человек в одном палаточном модуле.[источник не указан 3584 дня]
- В течение 9 дней из-за плохой погоды на съёмочную площадку на плато Путорана не могли долететь даже вертолёты МЧС[10][11].[значимость факта?]
- До съёмочной площадки в бухте Провидения (Чукотка) нескольким актёрам пришлось добираться через город Ном (Аляска). Кругосветное путешествие заняло несколько дней.[источник не указан 3584 дня][значимость факта?]
- Снято около 70 часов рабочего материала. Затрачено 95 000 метров плёнки. Постпродакшн фильма проводился в формате 4К[4].
- Художнику по гриму Лиззи Лоусон, работавшей с Робертом Паттинсоном на картине «Милый друг», с Дэниелом Крейгом на картине «Вызов», так понравилось путешествие в Россию и работа в проекте, что она начала писать книгу о России и о «Территории»[12].

### Титры
Производство титров фильма проходило с мая по октябрь 2014 года. Видеоряд построен на материалах, предоставленных Отделом истории геологии ГГМ РАН.

## Премьера и прокат фильма
В прокат фильм вышел 16 апреля 2015 года.
11 февраля 2015 года состоялся предварительный показ для прессы, артистов и приглашённой геологической общественности России в Кремлёвском дворце съездов. Показ проводился на 30-метровом экране в формате 4К.
В прокате фильм провалился — при бюджете в полмиллиарда рублей собрано было в шесть раз меньше.